# International Champions Cup 2013
International Champions Cup 2013 var den första säsongen av den årliga vänskapsturneringen International Champions Cup.

## Resultat

### Västra gruppen

#### Tabell
| Nr | Lag ( )            | S | V | O | F | GM | IM | MS | P |
| -- | ------------------ | - | - | - | - | -- | -- | -- | - |
| 1  | Real Madrid        | 2 | 2 | 0 | 0 | 5  | 2  | +3 | 6 |
| 2  | Los Angeles Galaxy | 2 | 1 | 0 | 1 | 4  | 4  | 0  | 3 |
| 3  | Everton            | 2 | 1 | 0 | 1 | 2  | 3  | −1 | 2 |
| 4  | Juventus           | 2 | 0 | 0 | 2 | 2  | 4  | −2 | 1 |

#### Matcher
Omgång 1
| 1 (1)       | 31 juli 2013 | Juventus                                                                                            | 1 – 1                      | Everton                                                                                      | AT&T Park                                                                    |                                                                              |
| 20:00 UTC−7 | 20:00 UTC−7  | Kwadwo Asamoah 80′                                                                                  | (0 – 0) Rapport            | 61′ Kevin Mirallas                                                                           | San Francisco, Kalifornien, USA Publik: 22 208 Domare: Ricardo Salazar (USA) | San Francisco, Kalifornien, USA Publik: 22 208 Domare: Ricardo Salazar (USA) |
| 20:00 UTC−7 | 20:00 UTC−7  | |                            |                                                                                              | San Francisco, Kalifornien, USA Publik: 22 208 Domare: Ricardo Salazar (USA) | San Francisco, Kalifornien, USA Publik: 22 208 Domare: Ricardo Salazar (USA) |
| 20:00 UTC−7 | 20:00 UTC−7  | Alessandro Matri Kwadwo Asamoah Mirko Vučinić Arturo Vidal Andrea Pirlo Marco Motta Federico Peluso | Straffsparksläggning 5 – 6 | Leon Osman Ross Barkley Kevin Mirallas Phil Jagielka Bryan Oviedo John Stones Séamus Coleman | San Francisco, Kalifornien, USA Publik: 22 208 Domare: Ricardo Salazar (USA) | San Francisco, Kalifornien, USA Publik: 22 208 Domare: Ricardo Salazar (USA) |

| 2 (1)       | 1 augusti 2013 | Real Madrid                               | 3 – 1           | Los Angeles Galaxy  | University of Phoenix Stadium                                  |                                                                |
| 19:30 UTC−7 | 19:30 UTC−7    | Ángel Di María 15′ Karim Benzema 15′, 74′ | (1 – 0) Rapport | 63′ Jose Villarreal | Phoenix, Arizona, USA Publik: 38 922 Domare: Juan Guzman (USA) | Phoenix, Arizona, USA Publik: 38 922 Domare: Juan Guzman (USA) |
| 19:30 UTC−7 | 19:30 UTC−7    |                                           |                 |                     | Phoenix, Arizona, USA Publik: 38 922 Domare: Juan Guzman (USA) | Phoenix, Arizona, USA Publik: 38 922 Domare: Juan Guzman (USA) |
| 19:30 UTC−7 | 19:30 UTC−7    |                                           |                 |                     | Phoenix, Arizona, USA Publik: 38 922 Domare: Juan Guzman (USA) | Phoenix, Arizona, USA Publik: 38 922 Domare: Juan Guzman (USA) |

Omgång 2 – förlorarna i omgång 1
| 3 (2)       | 3 augusti 2013 | Juventus             | 1 – 3           | Los Angeles Galaxy                                    | Dodger Stadium                                                              |                                                                             |
| 19:30 UTC−7 | 19:30 UTC−7    | Alessandro Matri 39′ | (1 – 1) Rapport | 36′ Omar Gonzalez 60′ Landon Donovan 89′ Robbie Keane | Los Angeles, Kalifornien, USA Publik: 40 681 Domare: Baldomero Toledo (USA) | Los Angeles, Kalifornien, USA Publik: 40 681 Domare: Baldomero Toledo (USA) |
| 19:30 UTC−7 | 19:30 UTC−7    |                      |                 |                                                       | Los Angeles, Kalifornien, USA Publik: 40 681 Domare: Baldomero Toledo (USA) | Los Angeles, Kalifornien, USA Publik: 40 681 Domare: Baldomero Toledo (USA) |
| 19:30 UTC−7 | 19:30 UTC−7    |                      |                 |                                                       | Los Angeles, Kalifornien, USA Publik: 40 681 Domare: Baldomero Toledo (USA) | Los Angeles, Kalifornien, USA Publik: 40 681 Domare: Baldomero Toledo (USA) |

Omgång 2 – vinnarna i omgång 1
| 4 (2) | 3 augusti 2013 | Everton            | 1 – 2           | Real Madrid                          | Dodger Stadium                                                              |                                                                             |
| UTC−7 | UTC−7          | Nikica Jelavić 61′ | (0 – 2) Rapport | 17′ Cristiano Ronaldo 31′ Mesut Özil | Los Angeles, Kalifornien, USA Publik: 40 681 Domare: Matthew Foerster (USA) | Los Angeles, Kalifornien, USA Publik: 40 681 Domare: Matthew Foerster (USA) |
| UTC−7 | UTC−7          |                    |                 |                                      | Los Angeles, Kalifornien, USA Publik: 40 681 Domare: Matthew Foerster (USA) | Los Angeles, Kalifornien, USA Publik: 40 681 Domare: Matthew Foerster (USA) |
| UTC−7 | UTC−7          |                    |                 |                                      | Los Angeles, Kalifornien, USA Publik: 40 681 Domare: Matthew Foerster (USA) | Los Angeles, Kalifornien, USA Publik: 40 681 Domare: Matthew Foerster (USA) |

### Östra gruppen

#### Tabell
| Nr | Lag ( )  | S | V | O | F | GM | IM | MS | P |
| -- | -------- | - | - | - | - | -- | -- | -- | - |
| 1  | Chelsea  | 2 | 2 | 0 | 0 | 4  | 0  | +4 | 6 |
| 2  | AC Milan | 2 | 1 | 0 | 1 | 2  | 3  | −1 | 3 |
| 3  | Valencia | 2 | 1 | 0 | 1 | 5  | 2  | +3 | 3 |
| 4  | Inter    | 2 | 0 | 0 | 2 | 0  | 6  | −6 | 0 |

#### Matcher
Omgång 1
| 1 (1)       | 27 juli 2013 | AC Milan                      | 2 – 1           | Valencia          | Mestalla                                                                         |                                                                                  |
| 17:00 UTC+2 | 17:00 UTC+2  | Robinho 22′ Nigel de Jong 38′ | (2 – 0) Rapport | 53′ Daniel Parejo | Valencia, Valencia, Spanien Publik: 17 000 Domare: Carbonell Hernández (Spanien) | Valencia, Valencia, Spanien Publik: 17 000 Domare: Carbonell Hernández (Spanien) |
| 17:00 UTC+2 | 17:00 UTC+2  |                               |                 |                   | Valencia, Valencia, Spanien Publik: 17 000 Domare: Carbonell Hernández (Spanien) | Valencia, Valencia, Spanien Publik: 17 000 Domare: Carbonell Hernández (Spanien) |
| 17:00 UTC+2 | 17:00 UTC+2  |                               |                 |                   | Valencia, Valencia, Spanien Publik: 17 000 Domare: Carbonell Hernández (Spanien) | Valencia, Valencia, Spanien Publik: 17 000 Domare: Carbonell Hernández (Spanien) |

| 2 (1)       | 1 augusti 2013 | Chelsea                          | 2 – 0           | Inter | Lucas Oil Stadium                                                     |                                                                       |
| 20:00 UTC−4 | 20:00 UTC−4    | Oscar 13′ Eden Hazard 29′ (str.) | (2 – 0) Rapport |       | Indianapolis, Indiana, USA Publik: 41 983 Domare: Ismail Elfath (USA) | Indianapolis, Indiana, USA Publik: 41 983 Domare: Ismail Elfath (USA) |
| 20:00 UTC−4 | 20:00 UTC−4    |                                  |                 |       | Indianapolis, Indiana, USA Publik: 41 983 Domare: Ismail Elfath (USA) | Indianapolis, Indiana, USA Publik: 41 983 Domare: Ismail Elfath (USA) |
| 20:00 UTC−4 | 20:00 UTC−4    |                                  |                 |       | Indianapolis, Indiana, USA Publik: 41 983 Domare: Ismail Elfath (USA) | Indianapolis, Indiana, USA Publik: 41 983 Domare: Ismail Elfath (USA) |

Omgång 2 – förlorarna i omgång 2
| 3 (2)       | 4 augusti 2013 | Valencia                                                            | 4 – 0           | Inter | MetLife Stadium                                                             |                                                                             |
| 16:00 UTC−4 | 16:00 UTC−4    | Éver Banega 7′ Jonathan Viera 34′, 90′ Jonas Gonçalves Oliveira 56′ | (2 – 0) Rapport |       | East Rutherford, New Jersey, USA Publik: 39 764 Domare: Mark Kadlecik (USA) | East Rutherford, New Jersey, USA Publik: 39 764 Domare: Mark Kadlecik (USA) |
| 16:00 UTC−4 | 16:00 UTC−4    |                                                                     |                 |       | East Rutherford, New Jersey, USA Publik: 39 764 Domare: Mark Kadlecik (USA) | East Rutherford, New Jersey, USA Publik: 39 764 Domare: Mark Kadlecik (USA) |
| 16:00 UTC−4 | 16:00 UTC−4    |                                                                     |                 |       | East Rutherford, New Jersey, USA Publik: 39 764 Domare: Mark Kadlecik (USA) | East Rutherford, New Jersey, USA Publik: 39 764 Domare: Mark Kadlecik (USA) |

Omgång 2 – vinnarna i omgång 1
| 4 (2)       | 4 augusti 2013 | AC Milan | 0 – 2           | Chelsea                                  | MetLife Stadium                                                                  |                                                                                  |
| 18:30 UTC−4 | 18:30 UTC−4    |          | (0 – 1) Rapport | 29′ Kevin De Bruyne 90+2′ André Schürrle | East Rutherford, New Jersey, USA Publik: 39 764 Domare: Jose Carlos Rivero (USA) | East Rutherford, New Jersey, USA Publik: 39 764 Domare: Jose Carlos Rivero (USA) |
| 18:30 UTC−4 | 18:30 UTC−4    |          |                 |                                          | East Rutherford, New Jersey, USA Publik: 39 764 Domare: Jose Carlos Rivero (USA) | East Rutherford, New Jersey, USA Publik: 39 764 Domare: Jose Carlos Rivero (USA) |
| 18:30 UTC−4 | 18:30 UTC−4    |          |                 |                                          | East Rutherford, New Jersey, USA Publik: 39 764 Domare: Jose Carlos Rivero (USA) | East Rutherford, New Jersey, USA Publik: 39 764 Domare: Jose Carlos Rivero (USA) |

## Placeringsmatcher

### Match om 7:e plats
| 9           | 6 augusti 2013 | Juventus | 1 – 1                      | Inter | Sun Life Stadium                                                         |                                                                          |
| 18:30 UTC−4 | 18:30 UTC−4    | Arturo Vidal 45′ (str.) | (1 – 1) Rapport            | 28′ Ricky Álvarez | Miami Gardens, Florida, USA Publik: 38 513 Domare: Hilario Grajeda (USA) | Miami Gardens, Florida, USA Publik: 38 513 Domare: Hilario Grajeda (USA) |
| 18:30 UTC−4 | 18:30 UTC−4    | |                            | | Miami Gardens, Florida, USA Publik: 38 513 Domare: Hilario Grajeda (USA) | Miami Gardens, Florida, USA Publik: 38 513 Domare: Hilario Grajeda (USA) |
| 18:30 UTC−4 | 18:30 UTC−4    | Sebastian Giovinco Claudio Marchisio Fernando Llorente Andrea Pirlo Arturo Vidal Angelo Ogbonna Martín Cáceres Giorgio Chiellini Paolo De Ceglie Mauricio Isla | Straffsparksläggning 8 – 9 | Fredy Guarín Andrea Ranocchia Ricky Álvarez Mauro Icardi Ishak Belfodil Patrick Olsen Marco Andreolli Álvaro Pereira Jonathan Moreira Juan Pablo Carrizo | Miami Gardens, Florida, USA Publik: 38 513 Domare: Hilario Grajeda (USA) | Miami Gardens, Florida, USA Publik: 38 513 Domare: Hilario Grajeda (USA) |

### Match om 5:e plats
| 10          | 6 augusti 2013 | Everton | 0 – 1           | Valencia                             | Sun Life Stadium                                                      |                                                                       |
| 21:00 UTC−4 | 21:00 UTC−4    |         | (0 – 0) Rapport | 52′ Miguel Alfonso Herrero Javaloyas | Miami Gardens, Florida, USA Publik: 38 513 Domare: Alan Chapman (USA) | Miami Gardens, Florida, USA Publik: 38 513 Domare: Alan Chapman (USA) |
| 21:00 UTC−4 | 21:00 UTC−4    |         |                 |                                      | Miami Gardens, Florida, USA Publik: 38 513 Domare: Alan Chapman (USA) | Miami Gardens, Florida, USA Publik: 38 513 Domare: Alan Chapman (USA) |
| 21:00 UTC−4 | 21:00 UTC−4    |         |                 |                                      | Miami Gardens, Florida, USA Publik: 38 513 Domare: Alan Chapman (USA) | Miami Gardens, Florida, USA Publik: 38 513 Domare: Alan Chapman (USA) |

### Match om 3:e plats
| 11          | 7 augusti 2013 | Los Angeles Galaxy | 0 – 2           | AC Milan                             | Sun Life Stadium                                                   |                                                                    |
| 18:30 UTC−4 | 18:30 UTC−4    |                    | (0 – 2) Rapport | 17′ Mario Balotelli 40′ M'Baye Niang | Miami Gardens, Florida, USA Publik: 67 273 Domare: Ted Unkel (USA) | Miami Gardens, Florida, USA Publik: 67 273 Domare: Ted Unkel (USA) |
| 18:30 UTC−4 | 18:30 UTC−4    |                    |                 |                                      | Miami Gardens, Florida, USA Publik: 67 273 Domare: Ted Unkel (USA) | Miami Gardens, Florida, USA Publik: 67 273 Domare: Ted Unkel (USA) |
| 18:30 UTC−4 | 18:30 UTC−4    |                    |                 |                                      | Miami Gardens, Florida, USA Publik: 67 273 Domare: Ted Unkel (USA) | Miami Gardens, Florida, USA Publik: 67 273 Domare: Ted Unkel (USA) |

### Final
| 12          | 7 augusti 2013 | Real Madrid                                   | 3 – 1           | Chelsea     | Sun Life Stadium                                                         |                                                                          |
| 21:00 UTC−4 | 21:00 UTC−4    | Marcelo Vieira 14′ Cristiano Ronaldo 31′, 57′ | (2 – 1) Rapport | 17′ Ramires | Miami Gardens, Florida, USA Publik: 67 273 Domare: Edvin Jurisevic (USA) | Miami Gardens, Florida, USA Publik: 67 273 Domare: Edvin Jurisevic (USA) |
| 21:00 UTC−4 | 21:00 UTC−4    |                                               |                 |             | Miami Gardens, Florida, USA Publik: 67 273 Domare: Edvin Jurisevic (USA) | Miami Gardens, Florida, USA Publik: 67 273 Domare: Edvin Jurisevic (USA) |
| 21:00 UTC−4 | 21:00 UTC−4    |                                               |                 |             | Miami Gardens, Florida, USA Publik: 67 273 Domare: Edvin Jurisevic (USA) | Miami Gardens, Florida, USA Publik: 67 273 Domare: Edvin Jurisevic (USA) |

## Slutställning
| Rank | Lag                |
| ---- | ------------------ |
|      | Real Madrid        |
|      | Chelsea            |
|      | AC Milan           |
| 4    | Los Angeles Galaxy |
| 5    | Valencia           |
| 6    | Everton            |
| 7    | Inter              |
| 8    | Juventus           |